# Droga wojewódzka nr 320
Droga wojewódzka nr 320 (DW320) – droga wojewódzka położona w województwie dolnośląskim. Od grudnia 2020 roku prowadzi starym śladem drogi krajowej nr 3 z Legnicy do Bolkowa.

## Dawny przebieg
Dawniej całkowita długość drogi wynosiła 8,8 km i składała się z dwóch odcinków długości odpowiednio 4,475 km i 4,339 km po obu stronach Odry. Odcinki te łączyły DK94 na Kozanowie z DW342 na Rędzinie. Nie spełniały swej roli od lat 70. XX wieku – zlikwidowano przeprawę promową przez Odrę między ulicami Rędzińską i Żużlowców, w wyniku zderzeniu promu z barką. Rolę przeprawy przez Odrę w tej części miasta pełni od 2004 (od otwarcia Mostu Milenijnego) obwodnica śródmiejska Wrocławia, a także od 2011 (od otwarcia Mostu Rędzińskiego) Autostradowa Obwodnica Wrocławia. Poprzednio droga nr 320 w całości biegła na terenie Wrocławia. 
Ulice stanowiące ten przebieg trasy zostały w całości pozbawione kategorii drogi wojewódzkiej na mocy uchwały Sejmiku Województwa Dolnośląskiego z 12 września 2019 roku.

## Miejscowości leżące przy trasie DW320
- Nowa Wieś Legnicka (A4, DW333)
- Mąkolice
- Małuszów
- Jawor (S3, DW382)
- Paszowice
- Sokola
- Świny
- Bolków (DK3, DK5, DW327, DW363)

### Dawny przebieg
- Wrocław